# Chiesa dell'Assunzione di Maria Vergine (Tizzano Val Parma)
La chiesa dell'Assunzione di Maria Vergine è un luogo di culto cattolico dalle forme neoromaniche, situato in via della Val Parma a Isola, frazione di Tizzano Val Parma, in provincia e diocesi di Parma; è sede di una parrocchia compresa nella zona pastorale della Montagna.

## Storia
Il luogo di culto originario fu eretto in epoca medievale; la più antica testimonianza della sua esistenza risale al marzo 1015, quando la cappella, già dedicata all'Assunzione di Maria, fu citata in un documento.
Nel 1230 l'Ecclesie Sancte Marie de Ysola Superiori fu menzionata nel Capitulum seu Rotulus Decimarum della diocesi di Parma tra le dipendenze dell'abbazia di San Giovanni Evangelista di Parma, pur trovandosi all'interno del territorio amministrato dalla pieve di Cozzano.
Verso il 1450 il luogo di culto cadde in profondo degrado, tanto che le funzioni religiose non vi furono più officiate.
Nel 1466 il territorio della cappella passò sotto la giurisdizione della pieve di Tizzano, ma il luogo di culto continuò fino al secolo successivo a dipendere dai benedettini di San Giovanni Evangelista.
In seguito la chiesa fu risistemata e nel 1583 fu elevata a sede parrocchiale autonoma.
Nel 1930 l'edificio fu completamente ricostruito.
Tra il 2018 e il 2023 la chiesa fu integralmente restaurata e consolidata strutturalmente.

## Descrizione

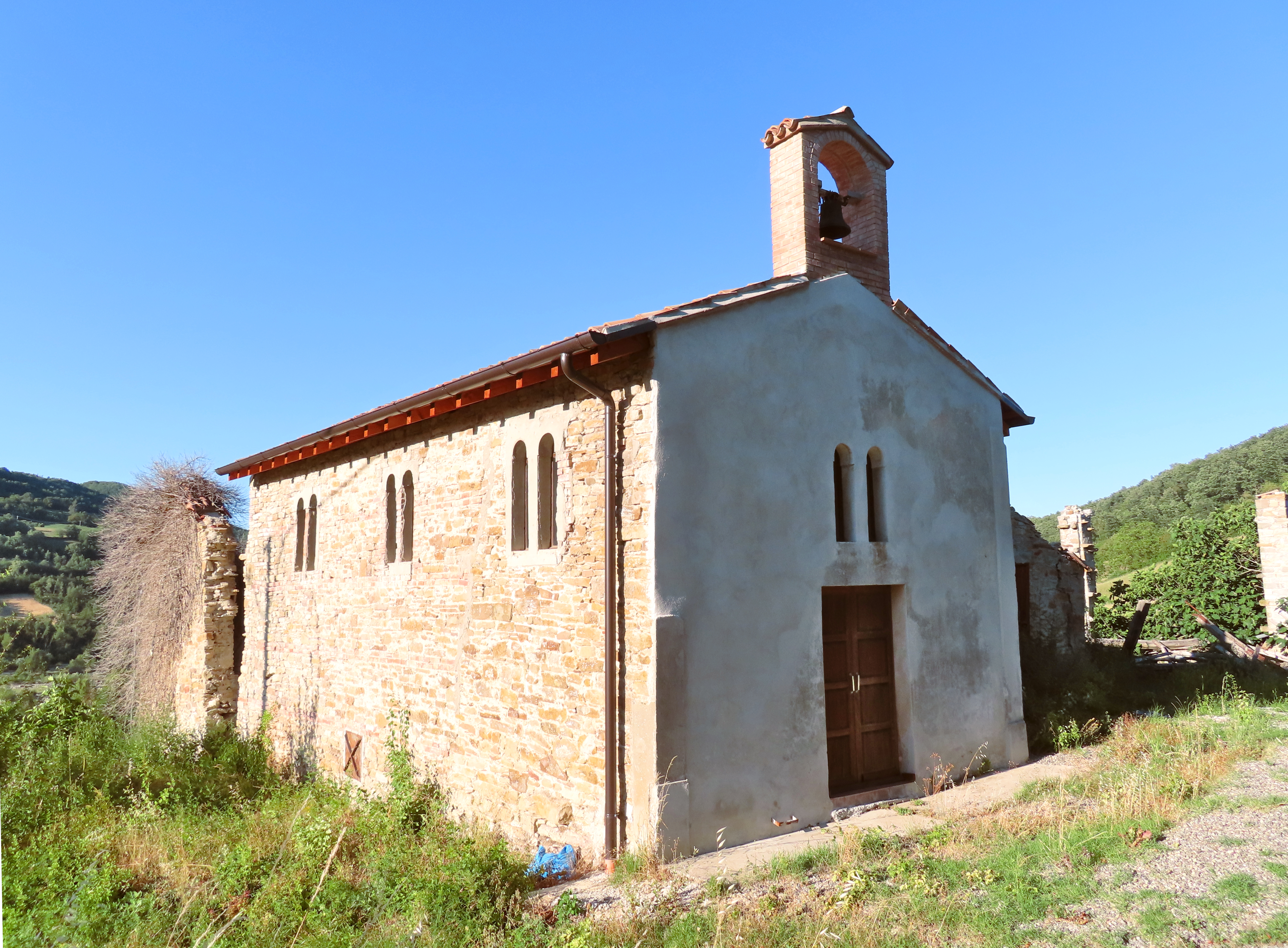
Facciata e lato ovest

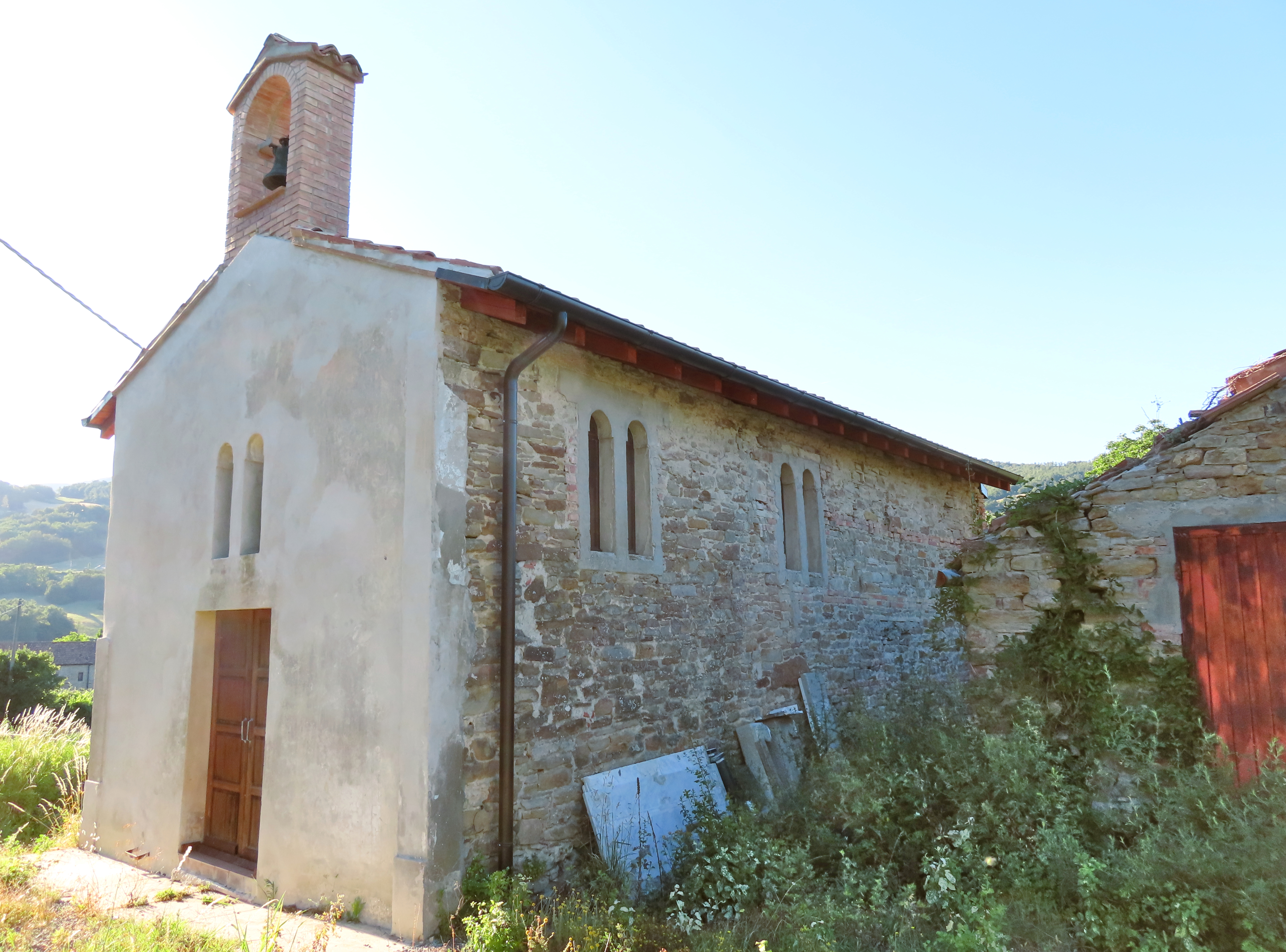
Facciata e lato est

La chiesa si sviluppa su un impianto a navata unica, con ingresso a sud e presbiterio a nord.
La semplice e simmetrica facciata a capanna, interamente intonacata, è delimitata da due lesene alle estremità; al centro è collocato il portale d'ingresso, sormontato da due piccole monofore affiancate ad arco a tutto sesto; in sommità si erge sul culmine del tetto un piccolo campanile a vela in mattoni.
I fianchi, rivestiti in pietra, sono illuminati da una serie di bifore.
All'interno la spoglia navata, coperta da un soffitto a capriate metalliche, si conclude sul fondo nel presbiterio; nel mezzo è collocato l'altare maggiore a mensa.